# Niederönz
Niederönz es una comuna suiza del cantón de Berna, situada en el distrito administrativo de Alta Argovia. Limita al norte con las comunas de Inkwil y Heimenhausen, al este y sur con Herzogenbuchsee, y al oeste con Aeschi (SO) y Bolken (SO).
Hasta el 31 de diciembre de 2009 situada en el distrito de Wangen.

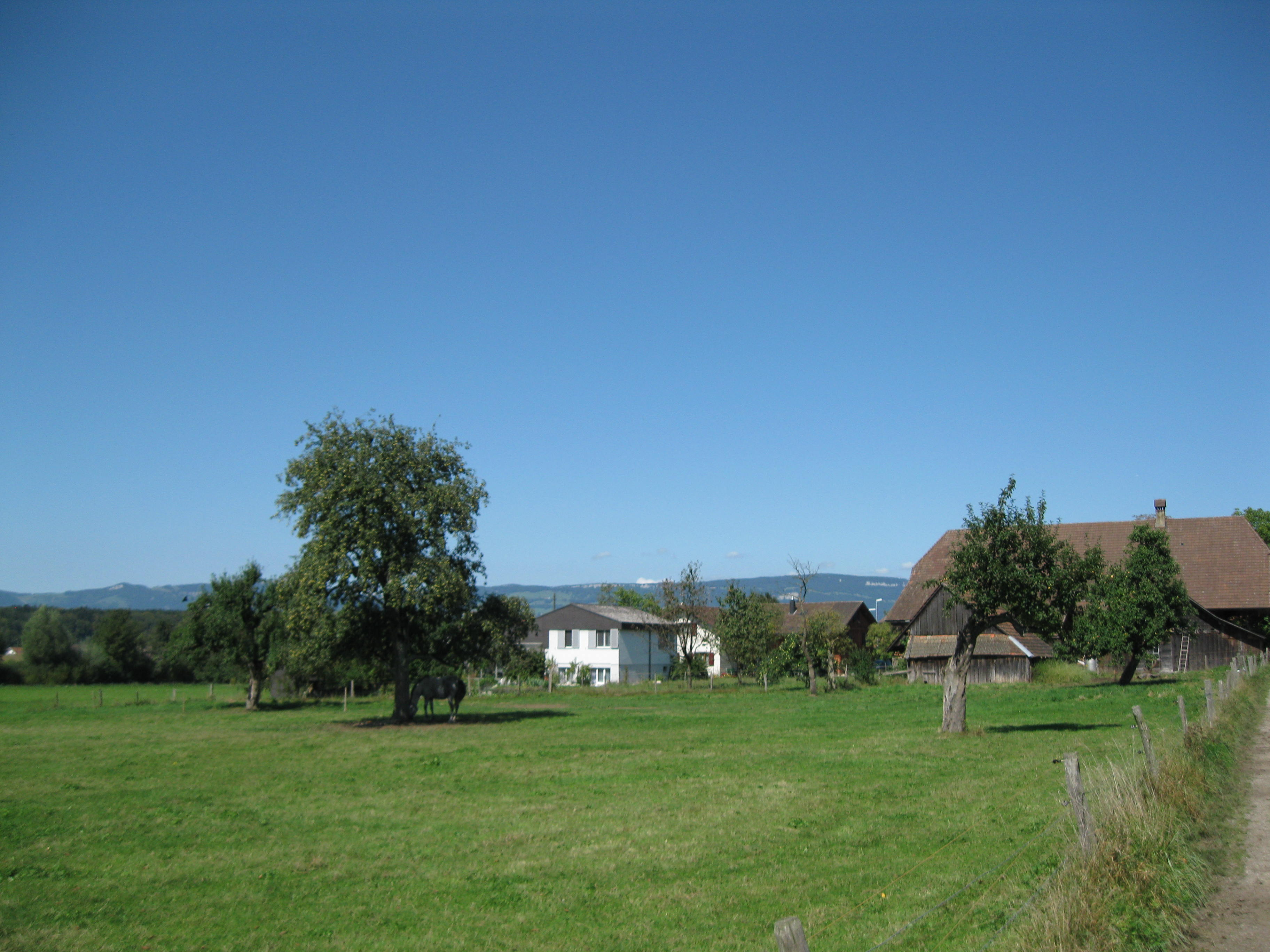
Vista de Niederönz.